# Aweil
Aweil (arabiska: أويل) är en stad i Sydsudan.
Aweil ligger i Aweil Central County i den nordvästra delen av Sydsudan nära gränsen mot Sudan och Abyei. Den ligger ungefär 800 km från Juba landvägen.
Aweil är huvudstad i delstaten Northern Bahr el Ghazal och här finns flygplats, järnväg till Juba, Khartoum och Port Sudan, sjukhus och fotbollsstadion.
Staden ligger nära sammanflödet av River Lol och River Pongo på ungefär 450 meters höjd över havet.

## Artikelursprung
Den här artikeln är helt eller delvis baserad på material från engelskspråkiga Wikipedia, Aweil, South Sudan, tidigare version.